# Eline Doenst
Eline Doenst (* 2006) ist eine deutsche Schauspielerin, die als Kinderdarstellerin begann.

## Leben
Eline Doenst wurde bekannt durch Rollen in Filmen wie Kids Run, Wir Kinder vom Bahnhof Zoo. Bereits im Jahre 2017 war sie mit mehreren Filmen im ZDF zu sehen, zuletzt auch im Jahre 2021, durch eine Besetzung in dem Rosamunde-Pilcher-Film Vier Luftballons und ein Todesfall.
Ebenso spielt sie seit 2021 in der Fernsehserie Blackout mit.
Eline Doenst wohnt in Berlin.

## Bühne und Film
- 2017:	Flucht ins Ungewisse (Regie: Stephan Lacant)
- 2017:	Die Spezialisten – Born in the DDR
- 2017:	Chocolate Man (Regie: Murat Eyüp Gönültas)
- 2018:	Kids Run
- 2019:	Wir Kinder vom Bahnhof Zoo
- 2021:	Rosamunde Pilcher  – Vier Luftballons und ein Todesfall (Regie: Nina Vukovic)
- 2023:	Jonja (Regie: Anika Mätzke)
- 2025:	Der Bergdoktor